# Les Sims 2 : Au fil des saisons
Les Sims 2 : Au fil des saisons (The Sims 2: Seasons) est la cinquième extension pour le jeu vidéo Les Sims 2, sorti le 27 février 2007 aux États-Unis et le 1er mars 2007 en Europe.

## Introduction
« Offrez une pause à vos Sims et envoyez-les prendre un bol d'air ! Avec ce nouveau disque additionnel pour les Sims 2, vos Sims vont découvrir de toutes nouvelles activités ludiques différentes selon les saisons, dont les batailles de boules de neige, de jeux aquatiques comme le Marco Polo, et plus encore ! Ils peuvent également se promener sous une pluie de printemps, pêcher dans leur étang privé, et faire pousser des fruits rares, aux effets inattendus. Que vous leur construisiez un chalet pour l'hiver ou une villa pour l'été, vos Sims apprécieront toutes les saisons. Mais attention à la météo capricieuse ! »

## Nouveautés

### Météo
Demandé par les joueurs, Les Sims 2 : Au fil des Saisons a pour principale nouveauté le défilement des saisons. Chaque saison dure 5 jours mais peut être allongée par une récompense d'aspiration. La météo diffère selon les saisons et se montre aléatoire : ainsi, il est possible qu'il y ait de la pluie, de la grêle, des orages, de grandes chaleurs, et de la neige ; le ciel est par ailleurs changeant, ce qui cause des différences de luminosité. Chaque Sim a dorénavant une température interne, indiquée par un thermomètre sur l'avatar de chacun de ces Sims qui ne doit être, ni trop élevée (en cas de grandes chaleurs, ce qui peut causer des coups de soleil, voire une combustion spontanée), ni trop basse (en cas de grands froids, les Sims peuvent geler). Par ailleurs, les saisons peuvent avoir un effet sur les Sims, hormis une influence sur leur température interne : les Sims sympathisent davantage avec les autres Sims au printemps et en été et les compétences sont obtenues plus rapidement durant l'automne, entre autres.
Le joueur peut choisir dans quel ordre se dérouleront les saisons, dans le quartier. Il peut alors ne pas respecter le cycle réel, ou mettre plusieurs fois la même saison.
Une nouvelle chaîne de télévision est disponible, il s'agit de MétéoTV. Elle permet, comme son nom l'indique, de connaître les prévisions météorologiques.

### Nouvelles carrières
Il y a six nouvelles carrières pour les Sims qui sont : l'aventure, les jeux vidéo, la justice, la musique, le journalisme et l'éducation et chacune de ces carrières apporte des récompenses professionnelles, disponibles à un certain niveau hiérarchique. Contrairement aux carrières des Sims 2 : Académie, celles de cet add-on sont également accessibles pour les adolescents et les Sénior. Dans l'ordre respectif des carrières dont elles sont associées, les récompenses professionnelles sont :
- le Crane d'or de Simik IV qui remonte les barres d'humeur lorsqu'un Sim est en interaction avec l'objet, débloqué au niveau 5 ;
- le Flipper "Feu et noix de coco chez les Tikis" qui distrait un Sim et lui permet de gagner de l'argent en y jouant, débloqué au niveau 5 ;
- le Pupitre de plaidoirie "Objection" qui permet de faire travailler le charisme d'un Sim, tout en lui faisant gagner de l'argent, 200 Simflouz de l'heure, débloqué au niveau 6 ;
- Triomphe du rock qui distrait un Sim et lui permet d'améliorer sa créativité, débloqué au niveau 6 ;
- le Prix Vandenpulz d'Excellence du journalisme qui remonte les barres d'humeur lorsque le Sim est en interaction avec l'objet, débloqué au niveau 6 ;
- la bibliothèque La lecture pour la culture : la Bibliothèque éducative qui permet à un Sim d'améliorer n'importe quelle compétence, débloquée au niveau 5. À l'inverse d'une bibliothèque classique, les compétences sont obtenues beaucoup plus rapidement.

### Jardinage etVegésims

#### Jardinage
Le jardinage est une autre nouveauté de cette extension. Les Sims peuvent cultiver des fruits et des légumes tels que les fraises, les pommes, les tomates, les concombres, qui peuvent être vendus ou récoltés dans l'intérêt personnel des Sims. Ces cultures peuvent être exploitées à l'extérieur, dans un potager mais également à l'intérieur d'une serre en cas d'intempéries ou de températures pouvant être néfastes pour les cultures (neige, par exemple). Les cultures sont plus ou moins bonnes selon qu'elles sont bien entretenues ou non et que les plants sont arrosés et traités ou non. Au commencement, les Sims ne peuvent que cultiver des tomates, puis des citrons, pommes et oranges et enfin, quand un Sim a le badge Or en jardinage, il a la possibilité de planter poivrons, concombres, fraises, haricots verts et aubergines. Ils peuvent aussi,maintenant, s'inscrire au club jardinage .Ils recevront la visite d'un(e) représentant(e) . Une fois que le sim a de l'expérience en jardinage, il peut demander à adhérer le club (grâce au téléphone). Ils auront donc une évaluation à passer.

#### Végésims
Si les Sims abusent de pesticides, il se transforment en Végésims. Ce sont des êtres-plantes, verts, avec une coiffure en forme de fleur. Ils n'ont que trois besoins à satisfaire : avoir assez de lumière, être bien hydratés et recevoir de l'affection grâce aux interactions sociales. Ces Végésims peuvent néanmoins avoir des rapports sexuels, se marier et avoir des enfants. Un Sims né ou transformé en Végésims obtient automatiquement un badge Or en jardinage et a la possibilité de parler aux végétaux. Il est possible de guérir du végésimisme en achetant une potion au club de jardinage.

### Autres nouveautés
Enfin, l'add-on ajoute de nombreux objets dont des toboggans pour piscines, des patinoires, des pistes de skate mais peuvent également pêcher s'il y a une mare, durant toute l'année sauf l'hiver, où les poissons sont absents. Il y a aussi des nouveautés en ce qui concerne la construction, notamment au niveau des piscines, qui peuvent maintenant être de forme ronde.
Au niveau vestimentaire, les Sims doivent choisir, en plus des différentes catégories existantes (vêtements quotidiens, de soirée, sous-vêtements...) des vêtements d'extérieur en cas de froid et chacune de ces catégories peut être associée à une coiffure spécifique.

### Musique
Ce disque additionnel contient les genres musicaux new age et jamband. La station new age utilise les chansons originaires du jeu original, Les Sims du mode achat, qui révèle un sentiment de nostalgie du premier jeu. Certaines chansons populaires ont été modifiées en Simlish :
- "Smile" - Lily Allen
- "Mr. High And Mighty" - Gov't Mule
- "Blue Jeans Pizza" - moe.
- "Zoom" - Tata Young
- "N" - The Breadbox Band
- "The Next One" - The Chris McCarty Band
- "Close Your Eyes" - The String Cheese Incident
- "When It All Falls Apart" - The Veronicas

### Source
- (en) Cet article est partiellement ou en totalité issu de l’article de Wikipédia en anglais intitulé « The Sims 2: Seasons » (voir la liste des auteurs).